# Star Wars - Gli ultimi Jedi
Star Wars - Gli ultimi Jedi (Star Wars: The Last Jedi), noto anche come Star Wars - Episodio VIII - Gli ultimi Jedi (Star Wars: Episode VIII - The Last Jedi), è un film del 2017 scritto e diretto da Rian Johnson.
Prodotto dalla Lucasfilm e distribuito dalla Walt Disney Studios Motion Pictures, è l'ottava pellicola della saga di Guerre stellari e il secondo della cosiddetta "trilogia sequel" dopo Star Wars - Il risveglio della Forza, ed è interpretato da Mark Hamill, Carrie Fisher, Adam Driver, Daisy Ridley, John Boyega, Oscar Isaac, Andy Serkis, Lupita Nyong'o, Domhnall Gleeson, Anthony Daniels, Gwendoline Christie, Kelly Marie Tran, Laura Dern, Frank Oz e Benicio del Toro. Il film è ambientato immediatamente dopo gli eventi de Il risveglio della Forza.
Annunciato in concomitanza con l'acquisto della Lucasfilm da parte della Walt Disney Company nell'ottobre 2012, il film è prodotto da Kathleen Kennedy e Ram Bergman. Nel giugno 2014 venne annunciato che Johnson avrebbe scritto e diretto il film. Il film fu l'ultima apparizione sul set di Carrie Fisher nel ruolo della Principessa Leila. 
Il film ha ottenuto un notevole successo di incassi e critica cinematografica, venendo inoltre candidato a svariati premi cinematografici, tra cui quattro premi Oscar 2018 e due premi BAFTA 2018.

## Trama
La Resistenza, rintracciata dal Primo Ordine, sta evacuando la propria base su D'Qar: Poe Dameron, per guadagnare tempo, decide di distruggere un incrociatore stellare nemico, sacrificando però tutti i bombardieri e venendo degradato dal generale Leia Organa. Su Ahch-To, Rey consegna la spada laser a Luke Skywalker, ma questi la getta via. Dopo avergli rivelato della morte di Han Solo, la ragazza riesce a convincerlo ad addestrarla, ma, seppur estremamente potente, si dimostra insicura e sembra non respingere il lato oscuro. Nel frattempo l'ammiraglia della Resistenza si ritrova con poco carburante a disposizione; il Primo Ordine riesce a rintracciarla un'altra volta, quindi la Resistenza capisce che i nemici sono dotati di un potente localizzatore a lungo raggio che può essere disattivato soltanto salendo a bordo della loro nave ammiraglia.
Intanto il Leader Supremo Snoke convoca Kylo Ren, confessandosi profondamente deluso per la sua precedente umiliazione e deridendolo per la maschera che porta: accecato dall'ira, il giovane parte per annientare il nemico. Non appena raggiunge l'incrociatore dove si trova sua madre decide di non far fuoco, ma un altro caccia colpisce la plancia e uccide l'ammiraglio Ackbar e apparentemente anche Leia, che riprende i sensi grazie alla Forza e riesce a tornare sul vascello. Finn, ripresosi dal coma per il trauma subito, parte alla ricerca dei codici di disattivazione degli scudi della nave di Snoke, per mettere fuori uso il localizzatore del Primo Ordine, accompagnato dal droide BB-8 e dall'addetta alle tubazioni Rose Tico, recandosi sul pianeta Cantonica alla ricerca di un uomo che potrebbe aiutarli, indicato loro da Maz Kanata; i due vengono però arrestati e messi in una cella, nella quale trovano un hacker di nome DJ che dice di essere in grado di decriptare i codici in cambio di una ricompensa; dopodiché riescono a fuggire dalla prigione e dal pianeta, aiutati anche da alcuni bambini.
Nel mentre, Rey scopre di poter comunicare telepaticamente con Ren, il quale cerca di convincerla a passare al lato oscuro e consegnargli Luke, rivelandole di come quest'ultimo avesse tentato di ucciderlo anni prima, ragion per cui Ren aveva distrutto il tempio e ucciso gli altri padawan. La giovane decide quindi di affrontare Skywalker, che le confessa di aver avuto l'impulso di uccidere Kylo, spaventato dalla potenza del lato oscuro che cresceva in lui, ma di essersi immediatamente pentito e vergognato; per questo motivo era fuggito e si era nascosto. Grazie a una visione, la ragazza si convince che l'unico modo per sistemare le cose sia riconvertire Ren, per cui torna a bordo del Millennium Falcon assieme a Chewbecca e decide di consegnarsi al Primo Ordine; nel frattempo a Luke appare il fantasma di Forza di Yoda che gli consiglia di tramandare ciò che ha imparato.
Una volta catturata, Rey prova a dialogare con Kylo supplicandolo di redimersi, ma lui risponde che sarà lei a doversi convertire al lato oscuro. La giovane viene condotta da Snoke, che le sottrae la spada laser e prova a convincerla con la Forza a svelargli l'ubicazione di Skywalker, ma, accortosi che la ragazza gli resiste, decide di torturarla e ordina al suo discepolo di ucciderla. Ma Ren ruota di soppiatto la spada vicino a Snoke e lo trafigge, uccidendolo. I due sconfiggono quindi le guardie del Leader Supremo e a Rey viene rivelato di essere stata venduta da piccola e che i suoi genitori, ormai morti, non erano altro che dei mercanti di rottami. Lei gli chiede di far cessare il fuoco, ma Kylo prova a convincerla a unirsi a lui per governare la galassia. La giovane rifiuta, cercando di attrarre a sé la sua spada laser mentre Ren tenta di sottrargliela, e di conseguenza l'arma si spezza in due. Intanto Finn, Rose e BB-8 entrano nel vascello del Primo Ordine, ma vengono traditi da DJ. In procinto di essere giustiziati, vengono salvati dal vice-ammiraglio Holdo: quest'ultima, dopo aver fatto evacuare dal suo incrociatore tutto l'equipaggio, e per proteggerne l'approdo sul vicino pianeta Crait, effettua il salto nell'iperspazio rivolta contro l'ammiraglia nemica, tranciandola in due, salvando quello che resta della flotta.
Il Primo Ordine, però, localizza facilmente il luogo dove la Resistenza si è rintanata. Grazie a un potente cannone da sfondamento creano una breccia nel portellone principale del rifugio, nonostante i tentativi da parte di Poe, Finn e altri di distruggerlo, durante i quali Rose rimane gravemente ferita. A quel punto compare Luke, il quale si mostra a Kylo Ren, che dà l'ordine di sparargli. Dopo svariate raffiche di colpi, però, Skywalker è illeso. Furibondo, il giovane sbarca e affronta il suo vecchio maestro, il quale, dopo aver schivato alcuni fendenti, non oppone resistenza. Ma l'affondo con la spada laser di Ren lo attraversa senza colpirlo, dal momento che quello che sta combattendo è solo una proiezione realizzata da Luke con la Forza. Kylo capisce che è stato solo un diversivo, con la Resistenza che ha già trovato una via di fuga grazie a Rey. La ragazza, padroneggiando ormai la Forza, fa levitare i massi che ostruivano il varco d'uscita e, con l'aiuto di Chewbecca, fugge assieme ai suoi compagni sul Millennium Falcon. Nel mentre Skywalker, rimasto su Ahch-To e stremato per lo sforzo, entra in contemplazione e spira, divenendo un Fantasma di Forza. Su Cantonica, uno dei bambini che ha aiutato Finn e Rose a fuggire afferra una scopa con la Forza e scruta speranzoso nello spazio.

## Personaggi
- Luke Skywalker, interpretato da Mark Hamill: un potente Jedi, andato in esilio volontario sul pianeta Ahch-To.[4] Hamill ha affermato che nonostante Gli ultimi Jedi non sia più "la storia di Luke, egli continuerà ad avere un ruolo importante nella saga".[5]
- Leia Organa, interpretata da Carrie Fisher: generale della Resistenza, un tempo principessa di Alderaan; è la sorella gemella di Luke e madre di Kylo Ren.[4]
- Kylo Ren, interpretato da Adam Driver: adepto del lato oscuro, membro dei Cavalieri di Ren e apprendista del Leader Supremo Snoke.[4] Nato con il nome di Ben, è il figlio di Han Solo e Leia Organa; inizialmente addestrato da Luke per diventare un Jedi, è stato sedotto dal Leader Supremo Snoke ed è passato al lato oscuro della Forza.
- Rey, interpretata da Daisy Ridley: una mercante di rottami del pianeta desertico Jakku abbandonata da bambina che scopre di essere sensibile alla Forza.[4] Ridley ha spiegato che nel film verrà esplorata la storia di Rey e il suo rapporto con Luke, aggiungendo che Rey "ha delle aspettative su Luke, [...] ma è difficile quando si incontra i propri eroi perché potrebbero non essere come ce li aspettavamo".[5]
- Finn, interpretato da John Boyega: un ex stormtrooper pentito delle sue azioni membro della Resistenza.[4] Boyega ha spiegato che Finn "è alla ricerca del suo posto nella galassia. Si unirà alla Resistenza o continuerà semplicemente a fuggire dal Primo Ordine?"[5]
- Poe Dameron, interpretato da Oscar Isaac: un pilota di X-wing membro della Resistenza.[4]
- Leader Supremo Snoke, interpretato da Andy Serkis: leader del Primo Ordine e maestro di Kylo Ren.[4]
- Maz Kanata, interpretata da Lupita Nyong'o: un'anziana e saggia aliena che gestisce un locale sul pianeta Takodana.[4]
- Generale Hux, interpretato da Domhnall Gleeson: un ufficiale del Primo Ordine.[4]
- C-3PO, interpretato da Anthony Daniels: un droide protocollare umanoide.[4]
- Capitano Phasma, interpretata da Gwendoline Christie: un ufficiale assaltatore del Primo Ordine.[4]
- Rose Tico, interpretata da Kelly Marie Tran: un membro della Resistenza che lavora nella manutenzione.[4] Johnson ha spiegato che Rose "non è un soldato, non aspira a diventare un'eroina, eppure si ritrova coinvolta in questa grande avventura con Finn".[6][7]
- Viceammiraglio Amilyn Holdo, interpretata da Laura Dern: un ufficiale della Resistenza.[4][6]
- Yoda, doppiato da Frank Oz: il defunto maestro Jedi e mentore di Luke.[8]
- DJ, interpretato da Benicio del Toro: un hacker brillante ed enigmatico.[4][6][9][10]

Dopo l'abbandono del ruolo da parte di Peter Mayhew per problemi di salute, Joonas Suotamo riprende i panni di Chewbecca. Altri membri del cast di ritorno da Il risveglio della Forza includono Mike Quinn e Timothy M. Rose nei panni di Nien Nunb e dell'ammiraglio Ackbar, Billie Lourd nei panni del tenente Connix, e Simon Pegg come Unkar Plutt. Jimmy Vee interpreta R2-D2. Veronica Ngo interpreta Paige Tico, mitragliere della Resistenza e sorella di Rose. Justin Theroux appare nei panni di uno slicer, un decrittatore di dati. Warwick Davis appare in un ruolo non specificato. Gary Barlow appare in un cameo. Gareth Edwards, regista di Rogue One: A Star Wars Story, ha un cameo nel film. Joseph Gordon-Levitt ha un cameo vocale nei panni di un alieno. I principi William ed Henry sarebbero dovuti apparire in un cameo come assaltatori ma sono stati tagliati dal montaggio finale; la stessa cosa è accaduta a Tom Hardy, sempre nei panni di un assaltatore.

## Produzione

### Sviluppo

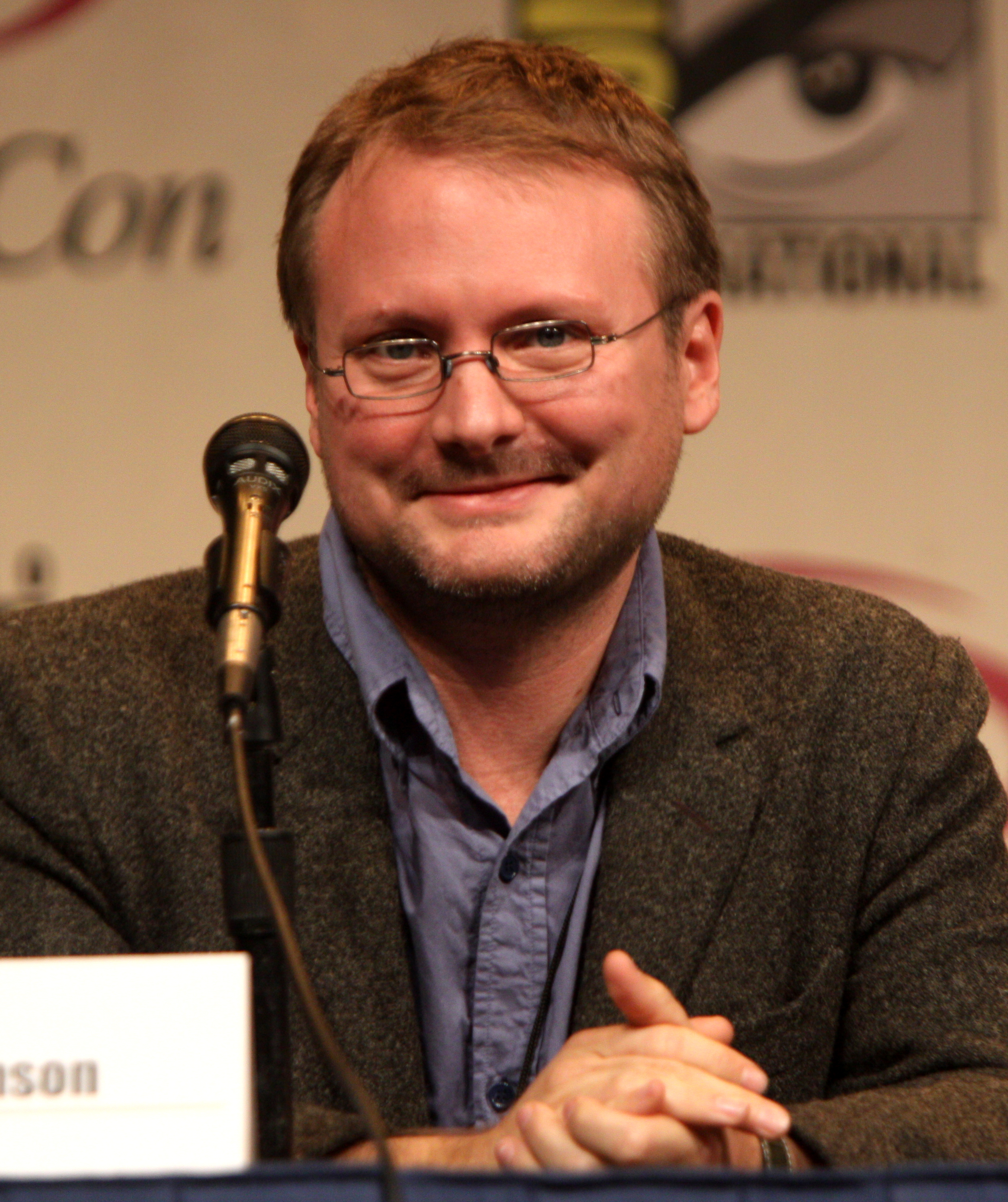
Il regista e sceneggiatore del film Rian Johnson

Nell'ottobre 2012, George Lucas, il creatore di Guerre stellari, aveva venduto la sua casa di produzione, la Lucasfilm, e con essa l'intero franchise di Guerre stellari, alla The Walt Disney Company. Disney annunciò poi la realizzazione di una nuova trilogia sequel. Nel giugno 2014 venne riportato che Rian Johnson era in trattative per scrivere e dirigere Episodio VIII e per scrivere il trattamento di Episodio IX, con Ram Bergman a produrre entrambi i film. Nell'agosto 2014, Johnson confermò che avrebbe diretto Episodio VIII. J. J. Abrams, regista e co-sceneggiatore di Star Wars - Il risveglio della Forza, è produttore esecutivo del film insieme a Jason McGatlin e Tom Karnowski. Nel settembre 2014, parlando con il regista Terry Gilliam riguardo al fatto di prendere in mano qualcosa inventato e reso famoso da un altro regista, Johnson affermò:
Durante la scrittura della sceneggiatura, Johnson ha rivelato che Carrie Fisher aveva contribuito alla stesura delle proprie battute: "Non solo scrisse alcune scene del suo personaggio, ma creò anche alcune delle battute migliori di Leila nel film". Johnson affermò che il film sarebbe cominciato subito dopo la scena finale de Il risveglio della Forza, e di aver preso ispirazione per il film da pellicole come Cielo di fuoco, Il ponte sul fiume Kwai, Gunga Din, Sanbiki no samurai, Sahara e La lettera non spedita. Nel gennaio 2017 venne rivelato il titolo ufficiale del film, Star Wars: The Last Jedi, in italiano Star Wars: Gli ultimi Jedi. Molti aspetti della sceneggiatura sono simili alle prime idee pianificate tempo prima dal creatore della saga George Lucas per l'Episodio VII come ad esempio la rappresentazione di un Luke riluttante e il suo destino, simile al Colonnello Kurtz, figura eremitica interpretata da Marlon Brando in Apocalypse Now, la presenza del tempio antico dei Jedi e una nuova apprendista dal nome Kira, poi tramutato in Rey.

### Casting
Nel luglio 2015 TheWrap riportò che Benicio del Toro era in trattative per interpretare il villain del film. Nel settembre 2015 venne pubblicata una shortlist di attrici in lizza per un ruolo nel film, composta da Gina Rodriguez, Tatiana Maslany e Olivia Cooke. Nello stesso mese del Toro confermò il suo coinvolgimento, anche se la notizia non venne subito confermata dalla produzione. Sempre a settembre venne confermato il ritorno di Mark Hamill. Nell'ottobre 2015 venne riportato che l'attrice Gugu Mbatha-Raw era in procinto di unirsi al cast, ma infine non ottenne il ruolo. A dicembre vennero confermati i ritorni di Gwendoline Christie, Oscar Isaac e John Boyega, e alla première londinese de Il risveglio della Forza la produttrice Kathleen Kennedy annunciò che l'intero cast del film sarebbe tornato in Episodio VIII, insieme a qualche nuovo attore. Nel novembre 2015 venne rivelato che Jimmy Vee avrebbe interpretato R2-D2 al posto di Kenny Baker. Nel febbraio 2016, in concomitanza con l'inizio delle riprese, venne annunciato ufficialmente l'ingresso nel cast di del Toro, Laura Dern e Kelly Marie Tran.

### Riprese
Il 14 settembre 2015 vennero effettuate alcune riprese di seconda unità sull'isola di Skellig Michael in Irlanda per cinque giorni, tuttavia a causa di cattive condizioni meteorologiche il primo giorno di riprese venne cancellato. Nello stesso mese del Toro rivelò che le riprese sarebbero cominciate a marzo 2016, mentre a dicembre Kennedy affermò che le riprese sarebbero cominciate a gennaio 2016. Tuttavia le riprese furono posticipate a febbraio 2016 per permettere a Johnson di apportare alcuni aggiustamenti alla sceneggiatura.
L'8 febbraio 2016 Iger annunciò ufficialmente l'inizio delle riprese con il titolo di lavorazione Space Bear. Come Il risveglio della Forza, anche Gli ultimi Jedi è girato su pellicola a 35mm. Diverse sequenze del film sono state girate in formato IMAX. Il film è stato girato principalmente ai Pinewood Studios di Londra. Riprese aggiuntive si tennero in Messico, a Ragusa dal 9 al 16 marzo, e in Irlanda, in particolare a Capo Malin nella Contea di Donegal e sul promontorio del monte Ceann Sibeal nella Contea di Kerry. Nel luglio 2016 si sono svolte le riprese della battaglia sul pianeta Crait nel Salar de Uyuni in Bolivia. Le riprese terminarono il 22 luglio 2016.
Per la realizzazione del maestro Yoda, Johnson commentò: "Neal Scanlan e il suo team lo hanno ricreato. Non è solo un pupazzo, è l'esatta replica di quello de L'Impero colpisce ancora. Hanno trovato il suo stampo originale. Hanno trovato la donna che dipinse gli occhi di Yoda. Quindi, è arrivato Frank Oz che ha lavorato con loro per qualche settimana, perché tutto fosse perfetto". Rian Johnson durante le riprese ha aggiunto una scena su richiesta dell'allora regista dell'Episodio IX Colin Trevorrow, introducendo un momento sul Falcon in cui Rey e Poe si incontrano per la prima volta. La stessa situazione si presentò per il precedente capitolo, quando Johnson chiese a J. J. Abrams di modificare la scena finale sul pianeta di Luke, inserendo nell'isola R2-D2 invece che BB-8. George Lucas, il creatore della saga, fece una visita durante le riprese rimanendo stupito dai numerosi set costruiti per la pellicola.

### Post-produzione
Nel gennaio 2017, in risposta alle speculazioni nate dopo la morte di Carrie Fisher, la Lucasfilm comunicò di "non avere alcuna intenzione di ricreare digitalmente la [sua] performance nel ruolo della principessa o del generale Leia Organa". Nel marzo 2017 Bob Iger, presidente della Walt Disney Company, reiterò che l'attrice aveva già terminato le riprese de Gli ultimi Jedi e che le sue scene non sarebbero state modificate.
Alcune difficoltà sono state riscontrate in seguito alle registrazioni di dialogo aggiuntive per Carrie Fisher in post-produzione. Questo ha costretto sia Johnson che il suo team di addetti al suono a darsi da fare per completare le battute dell'attrice. Il 21 settembre 2017 Johnson annunciò di aver terminato i lavori di post-produzione.

## Colonna sonora
Nel luglio 2013 Kathleen Kennedy annunciò che John Williams sarebbe tornato a comporre le musiche per tutti e tre i nuovi film della trilogia sequel di Star Wars. Nell'agosto 2016 Williams confermò che avrebbe composto le musiche del film. Le registrazioni della colonna sonora sono cominciate nel dicembre 2016 e sono terminate a marzo-aprile 2017. A differenza della maggior parte delle produzioni cinematografiche, in cui le musiche vengono composte seguendo il montaggio del film, Rian Johnson decise di seguire il procedimento opposto, montando il film sulle musiche composte da Williams.

## Promozione
Il teaser trailer del film venne distribuito il 14 aprile 2017, in occasione della Star Wars Celebration di Orlando, anche in lingua italiana. Il 9 ottobre 2017, durante l'intervallo del Monday Night Football, venne trasmesso e distribuito il trailer ufficiale. Il trailer riuscì a collezionare 120,1 milioni di visualizzazioni nelle prime ventiquattro ore.
L'uscita del film è accompagnata da numerose iniziative di marketing, in particolare la pubblicazione di libri e fumetti intitolati Journey to Star Wars: The Last Jedi. Inoltre, come già accaduto in occasione dell'uscita de Il risveglio della Forza e Rogue One: A Star Wars Story, il 1º settembre 2017, denominato "Force Friday", vennero ufficialmente lanciati sul mercato tutti i prodotti legati a Gli ultimi Jedi.

## Distribuzione

### Data di uscita
La première mondiale di Star Wars: Gli ultimi Jedi si è tenuta il 9 dicembre 2017 a Los Angeles. Il film è stato distribuito il 13 dicembre 2017 in Italia e il 15 dicembre negli Stati Uniti, anche in 3D e in formato IMAX. Inizialmente la data di uscita era fissata al 26 maggio 2017.

### Edizione italiana
La direzione del doppiaggio e i dialoghi italiani sono stati curati da Carlo Cosolo, per conto della Dubbing Brothers Int. Italia. Per sostituire il compianto Claudio Capone nel ruolo di Luke Skywalker è stato scelto Francesco Prando, che aveva già doppiato il personaggio nelle scene aggiunte dell'Edizione Speciale del 1997.

### Titolo
Il titolo ufficiale del film venne annunciato il 23 gennaio 2017 e il 17 febbraio venne rivelato il titolo italiano Gli ultimi Jedi. Anche altre nazioni come Spagna e Germania hanno tradotto il titolo al plurale, tuttavia il regista Rian Johnson ha dichiarato di averlo sempre inteso al singolare. Come accaduto con Guerre Stellari, L'Impero colpisce ancora, Il ritorno dello Jedi e Il risveglio della Forza, il titolo ufficiale non riporta la dicitura "Episodio VIII"; quest'ultima è tuttavia presente nella sequenza di apertura.

## Accoglienza

### Incassi
A fronte di un budget di produzione di $317 milioni, Star Wars: Gli ultimi Jedi ha incassato 620181382 $ in Nord America e 714226324 $ nel resto del mondo, per un incasso complessivo di 1334407706 $.
Globalmente il film ha esordito con 450,8 milioni di dollari nei primi cinque giorni in 54 paesi, di cui $40,6 milioni provenienti dal circuito IMAX.
Il film ha incassato 1 miliardo di dollari dopo soli 16 giorni di programmazione; è il trentaduesimo film nella storia del cinema a superare il miliardo di dollari globalmente, e il quarto film del 2017 a raggiungere tale traguardo. Inoltre è il maggior incasso mondiale del 2017, il maggior incasso nel Nord America del 2017, il tredicesimo maggior incasso di sempre in Nord America, il 22º Film con maggiori incassi nella storia del cinema e il secondo maggior incasso della saga di Star Wars.

#### Nord America
Alle anteprime del giovedì sera in Nord America il film ha incassato $45 milioni, il miglior debutto alle anteprime del 2017. Nel primo giorno di programmazione il film ha incassato $104,7 milioni in 4.232 schermi, quinto miglior giorno d'esordio di sempre, mentre nel week-end d'esordio ha incassato $220 milioni, quinto miglior esordio di sempre. Nella prima settimana di programmazione ha ottenuto un incasso di $296,6 milioni, la quinta miglior settimana d'esordio di sempre.

#### Internazionale
Nel primo week-end di programmazione il film ha incassato internazionalmente $230,8 milioni. Al 17 dicembre 2017 i mercati maggiori erano Regno Unito ($37,4 milioni), Germania ($23,3 milioni), Francia ($18,8 milioni), Australia ($16 milioni) e Giappone ($14,4 milioni).

### Critica
Il film è stato accolto positivamente dalla critica cinematografica. Sull'aggregatore di recensioni Rotten Tomatoes ha un indice di gradimento del 91% basato su 487 recensioni, con un voto medio di 8,1 su 10; il consenso critico del sito recita: "Star Wars: Gli ultimi Jedi onora la ricca eredità della saga aggiungendo alcuni colpi di scena sorprendenti e offrendo tutta l'azione ricca di emozioni che i fan potrebbero sperare". Su Metacritic ha un punteggio di 84 su 100 basato su 56 recensioni.
Matt Zoller Seitz di RogerEbert.com ha dato al film quattro stelle su quattro, lodando l'effetto sorpresa e il rischio: "Il film funziona molto bene, è pieno d'avventura, protagonisti ed antagonisti eccezionali, una vera aggiunta alla saga. Vengono trattati argomenti sull'eredità, la successione e soprattutto il fallimento includendo molteplici dibattiti sul fatto se sia giusto replicare o rigettare i simboli del passato". Scrivendo per Rolling Stone, Peter Travers ha dato alla pellicola tre stelle e mezzo su quattro, lodando il cast e la direzione: "Johnson è un regista molto dotato, ricalcando la magnificenza e l'euforia de L'Impero colpisce ancora e spianando la strada verso una nuova generazione di Skywalker e dirigendo il tutto verso una nuova speranza". Richard Roeper di Chicago Sun-Times scrive: "Star Wars: Gli ultimi Jedi magari non avrà lo stesso impatto emotivo de Il risveglio della Forza e forse c'è anche una mezz'ora di troppo, ma è un grande aggiunta alla saga, pieno di sequenze d'azione, buon humor e contiene tantissimi momenti iconici".
Critiche contrastanti si sono manifestate principalmente sulla rivelazione dell'irrilevanza dei genitori di Rey. Molti infatti si attendevano che ella fosse la figlia di Luke o di qualche altro personaggio della trilogia originale. L'arco del malvagio Snoke venne ritenuto insoddisfacente perché mancante di un background. Anche il personaggio di Luke venne visto come un tradimento verso la figura piena di speranza che era stata tratteggiata più di 30 anni prima. Mark Hamill inizialmente non riusciva a capire le azioni del Jedi ed era in disaccordo sulle scelte prese dal regista ma poi cambiò idea, notando come questo espediente avrebbe portato più profondità al personaggio.
George Lucas, creatore della saga, ha dichiarato che il film "è stato realizzato magnificamente".

## Riconoscimenti
- 2018 – Premio Oscar[2]
  - Candidatura ai migliori effetti speciali a Chris Corbould, Neal Scanlan, Ben Morris e Michael Mulholland
  - Candidatura alla miglior colonna sonora a John Williams
  - Candidatura al miglior montaggio sonoro a Matthew Wood e Ren Klyce
  - Candidatura al miglior sonoro a Ren Klyce, Stuart Wilson, David Parker e Michael Semanick
- 2018 – Premio BAFTA[3]
  - Candidatura al miglior sonoro a Ren Klyce, David Parker, Michael Semanick, Stuart Wilson e Matthew Wood
  - Candidatura ai migliori effetti speciali

## Sequel
Star Wars - L'ascesa di Skywalker, ultimo episodio della trilogia sequel, è stato distribuito in Italia il 18 dicembre 2019 e negli Stati Uniti il 20 dicembre. Inizialmente il film avrebbe dovuto essere diretto e co-sceneggiato da Colin Trevorrow, ma nel settembre 2017 la Lucasfilm annunciò che Trevorrow aveva lasciato l'incarico a causa di divergenze creative. Pochi giorni dopo venne annunciato che J. J. Abrams, già regista de Il risveglio della Forza, avrebbe diretto il film, di cui è anche sceneggiatore insieme a Chris Terrio. Le riprese del film sono iniziate nel luglio 2018, e si sono concluse nel febbraio 2019.
Nel gennaio 2017, in risposta alle speculazioni riguardanti il ruolo di Carrie Fisher in Episodio IX, la Lucasfilm comunicò di "non avere alcuna intenzione di ricreare digitalmente la performance di Carrie Fisher nel ruolo della principessa o del generale Leia Organa". Nell'aprile 2017 la famiglia di Fisher rivelò di aver dato il permesso alla Disney e alla Lucasfilm di utilizzare del materiale girato in precedenza dall'attrice per Episodio IX, tuttavia nello stesso mese Kathleen Kennedy affermò che Episodio IX sarebbe stato riscritto dopo la morte di Fisher e che l'attrice non sarebbe apparsa nel film. Tuttavia nel luglio 2018 viene annunciato che l'attrice riprenderà il suo ruolo in Episodio IX grazie ad alcune scene tagliate dal montaggio finale di Star Wars - Il risveglio della Forza.